# إغناطيوس أنطونيوس الثاني حايك
إغناطيوس أنطونيوس الثاني حايك (أو أنطون حايك) (14 سبتمبر 1910 – 21 فبراير 2007) هو بطريرك أنطاكية وسائر المشرق للكنيسة السريانية الكاثوليكية من 1968 إلى 1998.
ولد أنطونيوس حايك في حلب عام 1910، أصبح كاهن في العاشر من يونيو عام 1933. في 15 أغسطس 1959 تم رَسمُهُ أسقف حلب من قِبل البطريرك إغناطيوس جبرائيل الأول تبوني، وخدم هناك حتى تعيينه بطريرك الكنيسة السريانية الكاثوليكية في 10 مارس 1968. قُبِلَت استقالته في 23 يوليو 1998. توفي في 21 فبراير 2007.